# Rihanna díjainak listája
Rihanna barbadosi énekes-dalszerző eddigi díjainak listája a következő:
- Karrierje kezdete óta Rihanna nyolcvanegy jelöléséből negyvenkét díjat kapott.
- Az első kislemezért (Pon de Replay) három díjat kapott.
- Ez  amit követte még több díj a bemutatkozó albumáért (Music of the Sun).
- A második albuma (A Girl Like Me),  sokkal sikeresebb volt;  ezért sokkal több díjat és jelölést kapott.
- A harmadik album (Good Girl Gone Bad) volt a karrierje eddigi legsikeresebb albuma (2008-ig). Megnyerte American Music Awards Kedvenc női előadó díját Soul/R&B kategóriában, a 2008-as Grammy Awards Legjobb Rap/Sung együttműködés díját és a Juno Awardson az Év nemzetközi albumának választották.

## American Music Awards
| Év   | Jelölt  | Díj                         | Eredmény |
| ---- | ------- | --------------------------- | -------- |
| 2007 | Rihanna | Kedvenc női Soul/R&B előadó | Megnyert |
| 2008 | Rihanna | Kedvenc női Pop/Rock előadó | Megnyert |
| 2008 | Rihanna | Kedvenc női Soul/R&B előadó | Megnyert |

## Barbados Music Awards
| Év   | Jelölt (munka)                | Díj                                       | Eredmény |
| ---- | ----------------------------- | ----------------------------------------- | -------- |
| 2006 | "Music of the Sun"            | Legjobb Reggae/Dancehall album            | Megnyert |
| 2006 | "Music of the Sun"            | Az év albuma                              | Megnyert |
| 2006 | "Pon de Replay"               | Legjobb Dance kislemez                    | Megnyert |
| 2006 | "Pon de Replay"               | Az év dala                                | Megnyert |
| 2006 | Rihanna                       | Legjobb új előadó                         | Megnyert |
| 2006 | Rihanna                       | Az év előadója                            | Megnyert |
| 2006 | Rihanna                       | Legjobb női előadó                        | Megnyert |
| 2006 | Rihanna                       | A legtöbb lemezt eladó női előadó         | Megnyert |
| 2007 | "A Girl Like Me"              | Az év albuma                              | Megnyert |
| 2007 | "SOS."                        | Legjobb női videóklip                     | Jelölés  |
| 2007 | "SOS."                        | Legjobb Dance/Pop Kislemez                | Jelölés  |
| 2007 | "Unfaithful"                  | Best Music Video (Female)                 | Jelölés  |
| 2007 | "Unfaithful"                  | Az év dala                                | Jelölés  |
| 2007 | Rihanna                       | Az év legjobb előadója                    | Megnyert |
| 2007 | Rihanna                       | Az év legjobb női előadója                | Megnyert |
| 2007 | Rihanna                       | Legtöbb lemezt eladó előadó (világszerte) | Megnyert |
| 2007 | Rihanna                       | Digicel People’s Choice Díj               | Jelölés  |
| 2008 | "Umbrella"                    | Az év dala                                | Megnyert |
| 2008 | "Shut Up And Drive"           | Legjobb női videóklip                     | Megnyert |
| 2008 | "Don't Stop the Music"        | Legjobb Pop/R&B kislemez                  | Megnyert |
| 2008 | Rihanna                       | Az év Pop/R&B előadója                    | Megnyert |
| 2008 | Rihanna                       | Az év női előadója                        | Megnyert |
| 2008 | Rihanna                       | Az év előadója a közönség szerint         | Megnyert |
| 2009 | Rihanna                       | Az év női előadója                        | Megnyert |
| 2009 | Rihanna                       | Az év Pop/Rock/Alternative előadója       | Megnyert |
| 2009 | Rihanna                       | Az év R&B/Soul előadója                   | Jelölt   |
| 2009 | "Live Your Life" (feat. T.I.) | Legjobb együttműködés                     | Jelölt   |
| 2009 | "Disturbia"                   | Az év női videója                         | Megnyert |
| 2009 | "Take A Bow"                  | Az év dala                                | Jelölt   |
| 2010 | Rihanna                       | Az év Pop/Rock/Alternative előadója       | Jelölt   |
| 2010 | Rihanna                       | Az év női előadója                        | Jelölt   |
| 2010 | "Umbrella"                    | Az évtized dala                           | Megnyert |
| 2010 | Rihanna                       | Az évtized női előadója                   | Megnyert |

## BET Awards
| Év   | Jelölt                              | Díj                    | Eredmény |
| ---- | ----------------------------------- | ---------------------- | -------- |
| 2006 | Rihanna                             | Legjobb új előadó      | Jelölés  |
| 2008 | Rihanna                             | Legjobb női R&B előadó | Jelölés  |
| 2009 | Live Your Life (T.I. Feat. Rihanna) | Az év videója          | Jelölés  |
| 2009 | Live Your Life (T.I. Feat. Rihanna) | Legjobb együttműködés  | Jelölés  |
| 2009 | Live Your Life (T.I. Feat. Rihanna) | A nézők kedvence       | Megnyert |

### BET Hip-Hop Awards
| Év   | Jelölt munka   | Díj                           | Eredmény |
| ---- | -------------- | ----------------------------- | -------- |
| 2009 | Live Your Life | Az év kislemeze               | Jelölés  |
| 2009 | Live Your Life | Legjobb Hip-Hop együttműködés | Megnyert |
| 2009 | Live Your Life | Legjobb Hip-Hop Videó         | Megnyert |

## Billboard Music Awards
| Év   | Jelölt (munka) | Díj                          | Eredmény |
| ---- | -------------- | ---------------------------- | -------- |
| 2006 | Rihanna        | Az év női előadója           | Megnyert |
| 2006 | Rihanna        | Az év női Pop 100 előadója   | Megnyert |
| 2006 | Rihanna        | Az év női Hot 100 előadója   | Megnyert |
| 2006 | "SOS"          | Az év Hot Dance Airplay dala | Jelölés  |

## Brit Awards
| Év   | Jelölt  | Díj                           | Eredmény |
| ---- | ------- | ----------------------------- | -------- |
| 2008 | Rihanna | Legjobb nemzetközi női előadó | Jelölés  |

## Grammy Awards
| Év   | Jelölt munka                     | Award                                    | Result   |
| ---- | -------------------------------- | ---------------------------------------- | -------- |
| 2008 | "Umbrella"                       | Az év felvétele                          | Jelölés  |
| 2008 | "Umbrella"                       | Az év dala                               | Megnyert |
| 2008 | "Umbrella"                       | Legjobb Rap/Sung együttműködés           | Megnyert |
| 2008 | "Don't Stop the Music"           | Legjobb Dance kislemez                   | Jelölés  |
| 2008 | "Hate That I Love You"           | Legjobb R&B dal                          | Jelölés  |
| 2008 | "Hate That I Love You"           | Legjobb R&B együttműködés                | Jelölés  |
| 2009 | "If I Never See Your Face Again" | Legjobb Pop együttműködés                | Jelölés  |
| 2009 | "Disturbia"                      | Legjobb Dance felvétel                   | Jelölés  |
| 2009 | "Good Girl Gone Bad Live"        | Legjobb hosszú zenei videó (koncertfilm) | Jelölés  |
| 2010 | "Run This Town"                  | Legjobb Rap/Sung együttműködés           | Megnyert |
| 2010 | "Run This Town"                  | Legjobb Rap dal                          | Megnyert |
| 2011 | "Love the Way You Lie"           | Az év felvétele                          | Jelölés  |
| 2011 | "Love the Way You Lie"           | Az év dala                               | Jelölés  |
| 2011 | "Love the Way You Lie"           | Legjobb Rap dal                          | Jelölés  |
| 2011 | "Love the Way You Lie"           | Legjobb Rap/Sung együttműködés           | Jelölés  |
| 2011 | "Love the Way You Lie"           | Legjobb rövid zenei videó                | Jelölés  |
| 2011 | "Only Girl (In the World)"       | Legjobb Dance felvétel                   | Megnyert |
| 2011 | Recovery                         | Az év albuma                             | Jelölés  |
| 2012 | Loud                             | Az év albuma                             | Jelölés  |
| 2012 | Loud                             | Legjobb Pop Album                        | Jelölés  |
| 2012 | "What's My Name?"                | Legjobb Rap/Sung együttműködés           | Jelölés  |
| 2012 | All of the Lights                | Legjobb Rap/Sung együttműködés           | Megnyert |
| 2012 | All of the Lights                | Az év dala                               | Jelölés  |
| 2013 | "Talk That Talk"                 | Legjobb Rap/Sung együttműködés           | Jelölés  |
| 2013 | "Where Have You Been"            | Legjobb Pop előadás                      | Jelölés  |
| 2013 | "We Found Love"                  | Legjobb rövid zenei videó                | Megnyert |
| 2014 | "Stay"                           | Legjobb Pop előadás duo/együttes által   | Jelölés  |
| 2014 | Unapologetic                     | Legjobb kortárs album                    | Megnyert |

## Juno Awards
| Év   | Jelölt munka         | Díj                       | Eredmény |
| ---- | -------------------- | ------------------------- | -------- |
| 2008 | "Good Girl Gone Bad" | Az év albuma (Nemzetközi) | Megnyert |

## NRJ Music Awards
| Év   | Jelölt (munka)         | Díj                                  | Eredmény |
| ---- | ---------------------- | ------------------------------------ | -------- |
| 2007 | "Unfaithful"           | Legjobb nemzetközi dal               | Megnyert |
| 2007 | Rihanna                | Az év legjobb új nemzetközi előadója | Jelölés  |
| 2008 | "Don't Stop the Music" | Legjobb nemzetközi dal               | Megnyert |
| 2008 | Rihanna                | Legjobb nemzetközi előadó            | Jelölés  |
| 2009 | "Disturbia"            | Legjobb nemzetközi dal               | Megnyert |
| 2009 | Rihanna                | Legjobb nemzetközi előadó            | Jelölés  |
| 2010 | Rihanna                | Legjobb nemzetközi előadó            | Megnyert |

## Teen Choice Awards
| Év   | Jelölt (munka)      | Díj                                   | Eredmény |
| ---- | ------------------- | ------------------------------------- | -------- |
| 2006 | Rihanna             | Legjobb új női előadó                 | Megnyert |
| 2006 | Rihanna             | Legjobb R&B előadó                    | Megnyert |
| 2007 | Rihanna             | Ledjobb R&B előadó                    | Megnyert |
| 2007 | Rihanna             | Legjobb női előadó a közönség szerint | Jelölés  |
| 2007 | Rihanna             | Legjobb női előadó                    | Jelölés  |
| 2007 | Rihanna             | legjobb nyári előadó                  | Jelölés  |
| 2007 | "Umbrella"          | Legjobb kislemez                      | Jelölés  |
| 2007 | "Shut Up and Drive" | Legjobb nyári dal                     | Jelölés  |

## World Music Awards
| Év   | Jelölt  | Díj                                             | Eredmény |
| ---- | ------- | ----------------------------------------------- | -------- |
| 2007 | Rihanna | Az év női előadója                              | Megnyert |
| 2007 | Rihanna | A legtöbb lemezt eladó női előadó (Világszerte) | Megnyert |

## Urban Music Awards
| Év   | Jelölt  | Díj                | Eredmény |
| ---- | ------- | ------------------ | -------- |
| 2009 | Rihanna | Az év előadója     | Jelölés  |
| 2009 | Rehab   | Legjobb videóklip  | Megnyet  |
| 2009 | Rihanna | Legjobb R&B előadó | Jelölés  |
| 2009 | Rihanna | Legjobb női előadó | Megnyet  |

## Más díjak
| Év   | Díjátadó                             | Díj                               | Jelölt (munka)           | Eredmény          |
| ---- | ------------------------------------ | --------------------------------- | ------------------------ | ----------------- |
| 2006 | 20th Japan Gold Disc Award           | Az év új előadója                 | Rihanna                  | Megnyert          |
| 2006 | MOBO Awards                          | Legjobb R&B előadó                | Rihanna                  | Megnyert          |
| 2006 | MTV Europe Music Awards              | Legjobb R&B előadó                | Rihanna                  | Megnyert          |
| 2006 | MTV Europe Music Awards              | Legjobb kislemez                  | "SOS"                    | Jelölés           |
| 2006 | MTV Video Music Awards Japan         | Legjobb új előadó videóklipje     | "Pon de Replay"          | Megnyert          |
| 2007 | MOBO Awards                          | Legjobb nemzetközi előadó         | Rihanna                  | Megnyert          |
| 2007 | MOBO Awards                          | Legjobb videóklip                 | "Umbrella"               | Jelölés           |
| 2007 | People's Choice Awards               | Kedvenc R&B dal                   | "Shut Up and Drive"      | Megnyert          |
| 2007 | MuchMusic Video Awards               | Legjobb nemzetközi előadó videója | "Umbrella"               | Jelölés           |
| 2007 | MTV Video Music Awards               | Az év kislemeze                   | "Umbrella"               | Megnyert          |
| 2007 | MTV Video Music Awards               | Az év videóklipje                 | "Umbrella"               | Megnyert          |
| 2007 | MTV Video Music Awards               | Legjobb rendező : Chris Applebaum | "Umbrella"               | Jelölés           |
| 2007 | MTV Video Music Awards               | Az év női előadója                | "Umbrella"               | Jelölés           |
| 2007 | MTV Europe Music Awards              | Ultimate Urban                    | Rihanna                  | Megnyert          |
| 2007 | MTV Europe Music Awards              | Legjobb szóló előadó              | Rihanna                  | Jelölés           |
| 2007 | MTV Europe Music Awards              | Legtöbbet játszott dal            | "Umbrella"               | Jelölés           |
| 2007 | MTV Video Music Awards Latin America | Az év dala                        | "Umbrella"               | Jelölés           |
| 2007 | MTV Video Music Awards Latin America | Legjobb nemzetközi Pop előadó     | "Umbrella"               | Jelölés           |
| 2007 | Premios Principales 2007             | Az év dala                        | "Umbrella"               | Megnyert          |
| 2008 | Image Awards                         | LEgjobb videóklip                 | "Umbrella"               | Jelölés           |
| 2008 | ECHO Awards                          | Az év nemzetközi női előadója     | Rihanna                  | Jelölés           |
| 2008 | ECHO Awards                          | Az év kislemeze                   | "Umbrella"               | Jelölés           |
| 2008 | MTV Video Music Awards Japan         | Az év videója                     | "Umbrella"               | Jelölés           |
| 2008 | MuchMusic Video Awards               | Legjobb nemzetközi előadó videója | "Don't Stop the Music"   | Megnyert          |
| 2008 | MuchMusic Video Awards               | Legnézettebb videó                | "Umbrella"               | Megnyert          |
| 2008 | International Dance Music Awards     | Legjobb R&B/Urban Dance kislemez  | Don't Stop the Music     | Megnyert          |
| 2008 | International Dance Music Awards     | Legjobb Pop Dance kislemez        | Don't Stop the Music     | Jelölés           |
| 2008 | MTV Video Music Awards               | Legjobb női videó                 | Take A Bow               | Jelölés           |
| 2008 | Swiss Music Awards                   | Legjobb nemzetközi dal            | Umbrella                 | Megnyert          |
| 2008 | Belgian TMF awards                   | Legjobb nemzetközi női előadó     | Rihanna                  | Megnyert          |
| 2008 | Belgian TMF awards                   | Legjobb nemzetközi Urban előadó   | Rihanna                  | Jelölés           |
| 2008 | Los Premios MTV Latinoamérica        | Női Divatikon díj                 | Rihanna                  | Megnyert          |
| 2008 | MTV Europe Music Awards              | 2008 legjobb előadója             | Rihanna                  | Jelölés (3. hely) |
| 2008 | MTV Asia Awards                      | Legjobb együttműködés             | "Umbrella" (feat. Jay-Z) | Jelölés           |
| 2008 | MTV Africa Music Awards              | Legjobb R&B előadó                | Rihanna                  | Jelölés           |